# Roosevelt Island (metropolitana di New York)
Roosevelt Island è una stazione della metropolitana di New York situata sulla linea IND 63rd Street. Nel 2019 è stata utilizzata da 2 380 764 passeggeri. È servita dalla linea F, attiva 24 ore su 24.

## Storia
La stazione fu aperta il 29 ottobre 1989.

## Strutture e impianti
La stazione ha due banchine laterali e due binari ed è posta al di sotto del parco Riverwalk Commons. È dotata di un fabbricato viaggiatori che affaccia su West Road e ospita i tornelli, un ascensore e una serie di scale mobili che portano a un mezzanino dove si trovano i collegamenti con le banchine.

## Interscambi
La stazione è servita da alcune autolinee gestite da MTA Bus. Vicino si trova anche la fermata della funivia Roosevelt Island Tramway che collega l'isola con l'Upper East Side.
- Fermata funivia (Roosevelt Island Tramway)
- Fermata autobus